# Louis de Bourbon (Liège)
Pour les articles homonymes, voir Louis de Bourbon.
Louis de Bourbon, né en 1438 et mort le 30 août 1482, fils du duc de Bourbon Charles Ier et neveu par sa mère Agnès de Bourgogne du duc de Bourgogne Philippe le Bon, est prince-évêque de Liège de 1456 à 1482.
La révolte des Liégeois en 1465 est à l'origine des guerres de Liège (1465-1468), dans lesquelles interviennent les ducs Philippe le Bon, puis Charles le Téméraire, maitres des Pays-Bas bourguignons. 
Il meurt exécuté au cours de la guerre de Succession de Bourgogne (consécutive à la mort de Charles le Téméraire en 1477) sur ordre de Guillaume de La Marck, un de ses vassaux passé au service du roi de France, qui prend le contrôle de la principauté en août 1482.

## Biographie

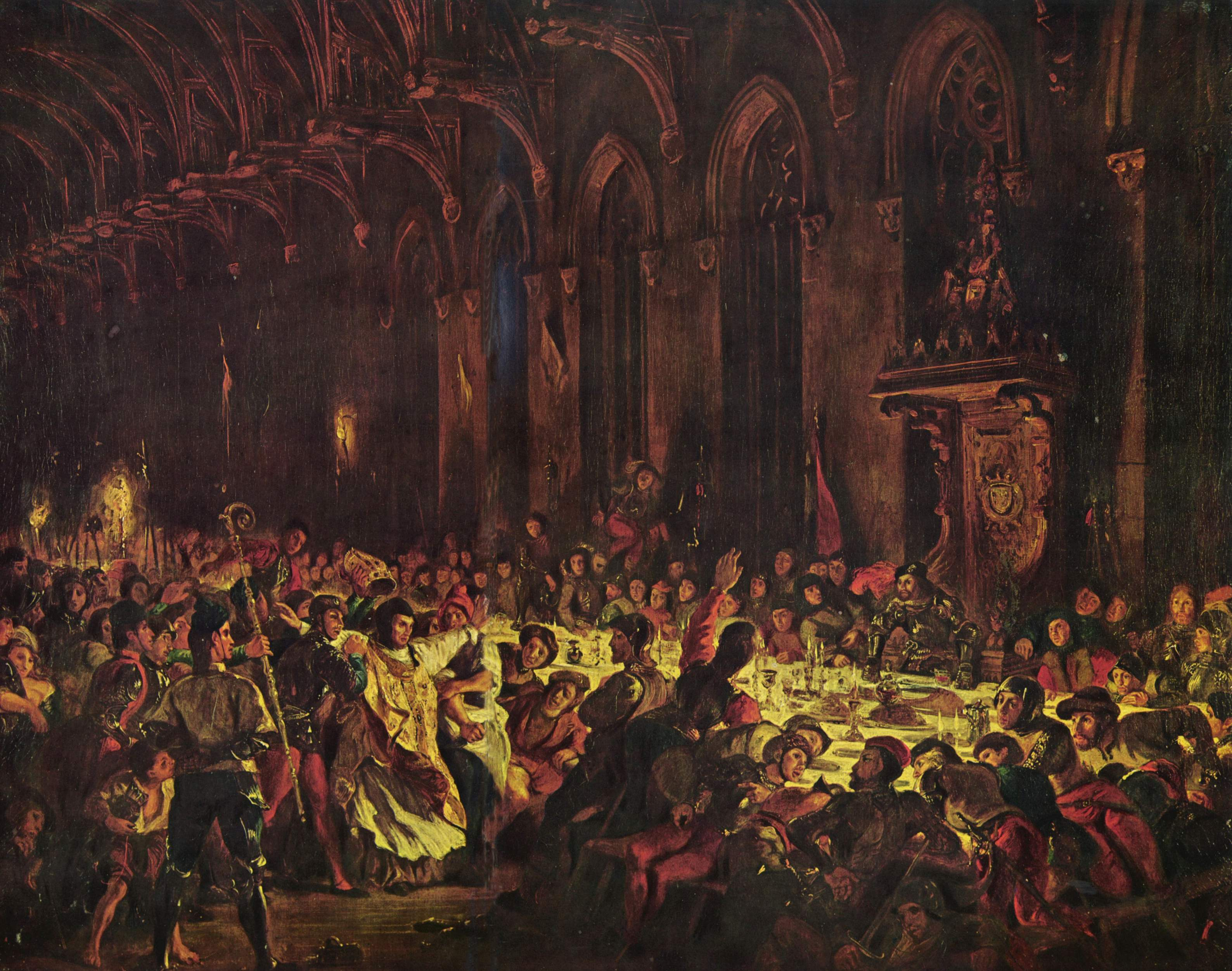
Eugène Delacroix, L'Assassinat de l'évêque de Liège, (1830, musée du Louvre).

### Origines familiales et formation
Né en 1438, de Charles Ier, duc de Bourbon, dauphin d'Auvergne, et d'Agnès de Bourgogne, fille de Jean sans Peur, il est le neveu du duc de Bourgogne, Philippe le Bon.
Il est éduqué  à la cour de Bourgogne en tant que membre de la maison de Valois-Bourgogne, issue de Philippe le Hardi, fils du roi de France Jean le Bon et premier duc de Bourgogne de cette dynastie (1361).

### Évêque de Liège
Il reçoit l'évêché en 1456 à l'âge de 18 ans du pape Calixte III (1455-1458) le 30 mars 1456, au mépris des droits du chapitre, le pape le dispensant pendant sept ans (1463) de recevoir les ordres mineurs et majeurs.
L'évêque de Liège, chef du diocèse de Liège, détient aussi les droits seigneuriaux dans la principauté de Liège (dont les limites ne sont pas strictement celles du diocèse), qui est un fief du Saint-Empire (vassal de l'empereur), enclavé entre les fiefs détenus aux Pays-Bas par le duc de Bourgogne (comté de Flandre, comté de Hainaut, duché de Brabant, duché de Luxembourg, comté de Namur, duché de Limbourg, notamment).

### Les guerres de Liège (1465-1468)

#### Première guerre de Liège (1465)
Il est déposé en 1465 par les Liégeois, alliés de Louis XI. 
Philippe le Bon décide alors d'intervenir contre les milices liégeoises commandées par Raes de Heers, et les bat le 20 octobre 1465 à Montenaken. 
Les Liégeois signent la paix de Saint-Trond, selon laquelle Philippe le Bon devient protecteur de la principauté et Louis de Bourbon est réinstallé en tant que prince-évêque de Liège (19 septembre 1466). 

#### Deuxième guerre de Liège (1467-1468)
Raes de Heers et les États liégeois continuent cependant de résister aux Bourguignons. Ils sont de nouveau vaincus le 28 octobre 1467 au cours de la bataille de Brustem par les troupes de Charles le Téméraire.
Le 20 août 1468, une rencontre a lieu à Bruxelles entre un émissaire du pape Paul II, Charles le Téméraire et Louis de Bourbon, à la suite de laquelle le prince-évêque est de nouveau installé à Liège. 

#### Troisième guerre de Liège (1468)
Après une nouvelle révolte et l'ultime sursaut des 600 Franchimontois, la ville est entièrement détruite le 30 octobre 1468 par les troupes de Louis XI et de Charles le Téméraire alors alliés.

### L'intervention de Guillaume de La Marck et la mort
En août 1482, un coup d'État est mené par Guillaume de La Marck, passé au service de Louis XI, qui prend le contrôle de la principauté de Liège. Il s'agit d'assurer à l'armée française une voie d'accès vers le duché de Brabant, cœur des Pays-Bas bourguignons.
À cette époque, la France et l'État bourguignon, dirigé par Maximilien d'Autriche, régent après la mort de son épouse Marie de Bourgogne, sont en pleine guerre de Succession de Bourgogne.
Louis de Bourbon est assassiné le 30 août 1482 par ordre de Guillaume de La Marck, dans un endroit appelé Werz, près de Liège.

### Suites
Guillaume de La Marck prend la fonction de mambour (tuteur, protecteur) de Liège et fait élire son fils évêque. 
Mais Maximilien d'Autriche intervient et, en 1485, La Marck est fait prisonnier, puis est exécuté à Maastricht.

## Famille

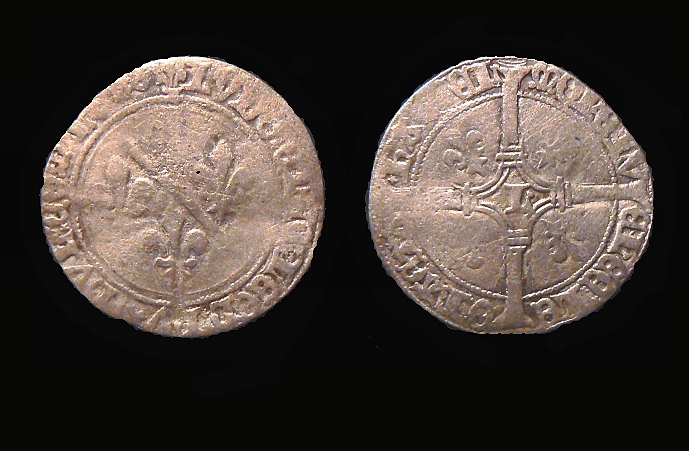
Monnaie liégeoise de Louis de Bourbon

Le prince-évêque Louis de Bourbon eut trois fils, dont Pierre bâtard de Bourbon, baron de Busset (1464-1530), dit « le grand bâtard de Liège », dont descend la branche aînée des capétiens non dynaste de « Bourbon Busset ». Ses deux autres fils étaient Jacques de Bourbon, chevalier de l'Ordre de Saint-Jean de Jérusalem, témoin de la chute de Rhodes face aux Ottomans, et Louis de Bourbon.

## Louis de Bourbon dans les lettres et les arts
Dans son roman historique Quentin Durward (1823), Walter Scott se montre plus sévère que ne l'avait été Commynes envers Guillaume de La Marck. Il en fait un « méchant » pour contraster avec le « bon » évêque Louis de Bourbon, à l'égard duquel il se montre trop indulgent. 
La scène du meurtre de ce dernier, telle que Scott la décrit, fournit à Delacroix le sujet de L'Assassinat de l'évêque de Liège (1829), tableau appartenant à Khalil-Bey et exposé au musée du Louvre.
Le film Le Miracle des loups (1961) d'André Hunebelle situe son action dans le même contexte historique.